# Distichophyllum ellipticum
Distichophyllum ellipticum là một loài Rêu trong họ Hookeriaceae. Loài này được Herzog mô tả khoa học đầu tiên năm 1954.